# Manulea praeterita
Manulea praeterita är en flenörtsväxtart som beskrevs av O.M. Hilliard. Manulea praeterita ingår i släktet Manulea och familjen flenörtsväxter. Inga underarter finns listade i Catalogue of Life.